# Cabazon
Cabazon is een plaats (census-designated place) in de Amerikaanse staat Californië, en valt bestuurlijk gezien onder Riverside County.

## Demografie
Bij de volkstelling in 2000 werd het aantal inwoners vastgesteld op 2229.

## Geografie
Volgens het United States Census Bureau beslaat de plaats een oppervlakte van
10,3 km², waarvan 10,2 km² land en 0,1 km² water. Cabazon ligt op ongeveer 559 m boven zeeniveau.

## Plaatsen in de nabije omgeving
De onderstaande figuur toont nabijgelegen plaatsen in een straal van 24 km rond Cabazon.

## Varia
In Cabazon is een grote outlet gevestigd, de Desert Hills Premium Outlets. Cabazon kent ook een groot casino, het Morongo Casino, Resort and Spa, gelegen naast de outlet.